# Verquigneul
Verquigneul là một xã ở tỉnh Pas-de-Calais trong vùng Hauts-de-France của Pháp.
Xã này có dân số thời điểm 2006 là 2042 người.